# Nadia Devinoy
Nadia Devinoy (Bucarest, 29 novembre 1930) est une architecte des bâtiments de France. Elle a exercé cette responsabilité en Moselle  jusqu'en 1995 puis est devenue  adjointe au maire chargée de l’urbanisme à Metz.

## Jeunesse et formation
Nadia Godar est née le 29 novembre 1930 à Bucarest; sa famille, fuyant le régime communiste de Roumanie à la fin des années 1940, s'installa en France en 1948. 
Admise en 1949 à l'École nationale supérieure des beaux-arts, elle intégra le 3e atelier d'Auguste Perret qui était alors un des rares à accepter les femmes,.
Alors que sa famille partait au Canada, elle choisit de rester en France et épousa en 1950 Pierre Devinoy, un de ses condisciples. Elle en eut trois enfants et acquit la nationalité française.

## Architecte libérale
Diplômée en 1958, elle exerça tout d'abord en collaboration avec son mari sur les projets de bâtiments hospitaliers dirigés par Paul Nelson, puis le couple fonda son propre cabinet,.
Pendant cette période, elle conçut, entre autres, la clinique d'Ymare, des maisons individuelles, l'école nouvelle d'Antony et des bâtiments industriels pour le groupe Solex.

## Architecte des bâtiments de France
En 1975, Nadia Devinoy quitta cette activité libérale pour s'orienter vers la conservation du patrimoine architectural. Elle rejoignit Jean Coignet à Carpentras, où il travaillait à la revalorisation de quartiers anciens de la ville. En parallèle, elle entra à l'École de Chaillot dont elle fut diplômée en 1977. En 1978, elle passa le concours d'architecte des bâtiments de France et fut nommée en Moselle. 
À cette époque, les règlementations existantes sur la préservation du patrimoine n'étaient pas toujours respectées par les élus locaux et l'archéologie préventive n'en était qu'à ses balbutiements. 
Elle s'attacha alors à faire respecter la législation sur les déclarations préalables de travaux, n'hésitant pas à s'opposer à des personnalités politiques dans les dossiers du réaménagement de la Place Coislin à Metz ou de chantiers non autorisés à Sarrebourg
.

## Maire adjointe à Metz
Quand elle prit sa retraite en 1995, le maire de Metz lui proposa d'intégrer l'équipe municipale. Elle fut adjointe au maire chargée de l’Urbanisme et présidente de l’Agence d’Urbanisme de la Région Messine jusqu'en 1999.
Elle a été nommée membre de la Commission nationale des secteurs sauvegardés en 1997.

## Sources